# Famille Sanguszko
La famille Sanguszko (Сангушка en biélorusse ; Сангушко en ukrainien) est une famille subsistante de la noblesse polonaise, originaire de Ruthénie.

## Histoire
Comme d'autres familles nobles de la république des Deux Nations, ses origines sont obscures. L'historiographie actuelle la fait descendre d'un petit-fils de Olgierd, Alexander Feodorovich (fl. 1433-1443), seigneur de Kovel et de Liouboml, dont le nom peut-être raccourci en Sangush. La famille descendrait de deux de ses fils, Alexander et Michael.
La branche ainée, appelée Sanguszko-Koszyrski, s'éteint à la mort d'Adam Alexander Sanguszko en 1653. La branche cadette, Sanguszko-Kowelski, prend par la suite le nom de Sanguszko-Lubartowicz, d'après l'hypothèse erronée de descendre du plus jeune frère de Olgierd, Lubart.
Avec l'incorporation de la Galicie à l'Ukraine en 1945, les Sanguszko perdent leurs grands domaines de Gumniska et de Slavuta, ainsi qu'un palais à Lviv. Ils émigrent alors au Brésil. Au XXe siècle, la famille Sanguszko n'est plus représentée que par une seule personne, Paul Sanguszko (né en 1973), vivant à São Paulo et en France.

## Membres notables
- Sanguszko Fiodorowic († vers 1454), fondateur de la famille Sanguszko ;
- Aleksander Sanguszkowic († vers 1491) ;
- Michał Sanguszkowic († vers 1511) ;
- Michał Sanguszko († vers 1501), fils d'Aleksander Sanguszkowic ;
- Andrzej Aleksandrowicz Sanguszko († vers 1534), fils d'Aleksander Sanguszkowic ;
- Wasyl Sanguszko († vers 1558), fils de Michał Sanguszkowicz ;
- Andrzej Michałowicz Sanguszko († vers 1560), fils de Michał Sanguszko ;
- Fedor Sanguszko (vers 1500-1547), staroste puis maréchal de Volynie et staroste de Bratslav et Vinnitsa ;
- Hrihory Sanguszko (pl) (vers 1530-1555), fils de Wasyl Sanguszko ;
- Aleksander Sanguszko (pl) (1508-1565), fils de Andrzej Michałowicz Sanguszko ;
- Dymitr Sanguszko (pl) (1530-1554), fils de Fiodor Sanguszko ;
- Roman Sanguszko (1537-1571), gouverneur de Lituanie (Hetman polny litewski) (1567-1571), voïvode de Bracław (1566-1571), staroste de Żytomierz ;
- Andrzej Sanguszko (pl) (1553-1591), fils de Hrihory Sanguszko ;
- Lew Sanguszko (pl) (1536-1571), fils d'Aleksander Sanguszko ;
- Fiodor Roman Sanguszko (pl) (vers 1591); fils de Roman Sanguszko ;
- Samuel Szymon Sanguszko (pl) (1570–1638), fils de Roman Sanguszko ;
- Hrehory Sanguszko (pl) (1566-1602), fils de Lew Sanguszko ;
- Hieronim Władysław Sanguszko (pl) (1611-1657), fils de Samuel Szymon Sanguszko, évêque de Smoleńsk ;
- Jan Władysław Sanguszko (pl), fils de Samuel Szymon Sanguszko ;
- Adam Aleksander Sanguszko (pl) (1590-1653), fils de Hrehory Sanguszko ;
- Hieronim Sanguszko (pl) (1651-1684/5), fils de Jan Władysław Sanguszko ;
- Kazimierz Antoni Sanguszko (pl) (1677-1706), fils de Hieronim Sanguszko ;
- Anna Katarzyna Sanguszków (pl)(1676-1746), fille de Hieronim Sanguszko, épouse de Charles Stanisław Radziwiłł (1669–1719) ;
- Paweł Karol Sanguszko (1680–1750), fils de Hieronim Sanguszko, grand maréchal de la cour et de Lituanie ;
- Janusz Aleksander Sanguszko (pl) (1712-1775), fils de Paweł Karol Sanguszko ;
- Józef Paulin Sanguszko (1740-1781), fils de Paweł Karol Sanguszko ;
- Hieronim Janusz Sanguszko (1743-1812), fils de Paweł Karol Sanguszko ;
- Janusz Modest Sanguszko (1749-1806), fils de Paweł Karol Sanguszko ;
- Eustachy Erazm Sanguszko (1768–1844), général et homme politique. Il prend part, à la suite du partage de la Pologne, à l'insurrection de Kościuszko en 1794 et à la campagne de Russie de Napoléon Ier, fils de Hieronim Janusz Sanguszko ;
- Roman Stanisław Sanguszko (1800–1881), fils d'Eustachy Erazm Sanguszko, il participe à l'insurrection de novembre 1830 comme officier et est exilé en Sibérie. Sa vie est narrée dans Prince Roman (1910) de Joseph Conrad.
- Władysław Hieronim Sanguszko (1803–1870), fils d'Eustachy Erazm Sanguszko. Il participe également à l'insurrection de novembre 1830 mais fut opposé à celle de 1861-1864. Il est député du Sejm de Galicie de 1861 à 1869. Il est à partir de 1854 le président de la "Société des Amis des Arts" de Cracovie.
- Dorota Sanguszko (pl) (1799-1821), fille d'Eustachy Erazm Sanguszko ;
- Jadwiga Sanguszko (pl) (1830-1918), fille de Władysław Hieronim Sanguszko, épouse d'Adam Stanisław Sapieha ;
- Roman Damian Sanguszko (pl) (1832-1917), fils de Władysław Hieronim Sanguszko ;
- Paweł Roman Sanguszko (pl) (1834-1876), fils de Władysław Hieronim Sanguszko ;
- Eustachy Stanisław Sanguszko (1842–1903), fils de Władysław Hieronim Sanguszko. Sympathisant de l'insurrection polonaise de 1861-1864, il prend contact avec le parti polonais de l'hôtel Lambert à Paris où il reste jusqu'à la fin de l'insurrection. Il est membre (1873-1901) puis maréchal (1890-1895) de la Sejm Nationale en Galicie.
- Helena Sanguszko (pl) (1836-1891), fille de Władysław Hieronim Sanguszko ;
- Roman Władysław Sanguszko (pl) (1901-1984), fils d'Eustachy Stanisław Sanguszko ;
- Piotr Antoni Samuel Sanguszko (lt) (1937-1989), fils de Roman Władysław Sanguszko ;
- Paul (Pawel Franciszek Roman) Sanguszko (1973), fils du précédent et de Claude des Roys d’Eschandelys, homme d'affaires brésilien, chevalier de l’ordre du Mérite de la république de Pologne[1].

## Châteaux et demeures
- Palais Sanguszko
- Château de Pidhirtsi
- Château de Gaillefontaine